# Josep Piqué i Cerveró
Josep Piqué i Cerveró (Tudela, Navarra 1817 - 1900) fou un professor de piano i compositor navarrès del segle xix, que s'establí a Barcelona durant molts anys, i per això és considerat català.
Als catorze anys entrà de músic en un regiment d'artilleria, destacat a Barcelona; el 1831 emprengué l'estudi de la composició amb els mestres Maseras i Bofill; després es practicà en el mètode dit de la geneufonia, usat llavors en el Conservatori de Madrid i, finalment, tingué per professor Ramon Vilanova en melodia, harmonia i composició. El 1865 es retirà del servei militar, després d'haver assistit a la campanya d'Àfrica, i s'establí a la capital catalana, i es dedicà a l'ensenyança de la música.
Amb influències de l'òpera italiana romàntica, el 1844 estrenà al Teatre Principal de Barcelona l'òpera Ernesto, duca di Scilla. També és autor de diverses obres musicals de diferents gèneres. Fou autor dels més ardents apologistes de la música italiana i deixà obres molt apreciables.